# Marcelino Gutiérrez del Caño
Marcelino Gutiérrez del Caño (Madrid, 1861-Valencia, 1922) fue un archivero e historiador español.

## Biografía
Nacido en Madrid el 16 de junio de 1861, fue archivero en Sevilla (1886), Madrid (1886), Valladolid (1887), Simancas (1893), Madrid (1897), Cáceres (1903) y Valencia (1906). Cejador y Frauca le consideraba un investigador muy erudito. Gutiérrez del Caño, que fue miembro correspondiente de la Real Academia de la Historia y de la Real Academia de Bellas Artes de San Fernando, además de director del Centro de Cultura Valenciana, falleció el 25 de junio de 1922 en Valencia.

## Obras
Publicaciones
- La península ibérica en tiempos de Augusto (Valladolid, 1888)
- Códices y manuscritos que se conservan en la Biblioteca Universitaria de Valladolid, con prólogo de Juan Ortega y Rubio y una advertencia preliminar de Enrique de Leguina (Valladolid, 1889)
- Apuntes para la historia de la Academia geográfico-histórica de caballeros de Valladolid (Valladolid, 1891)
- Notas para la geografía histórica de España (Valladolid, 1891)
- Historia de la villa de Zaratán, con una carta prólogo de Demetrio Gutiérrez-Cañas (Valladolid, 1892)
- Elementos de historia de la geografía (Valladolid, 1895)
- Ensayo de un catálogo de impresos españoles desde la introducción de la imprenta hasta fines del siglo XVIII (Madrid, 1899) en la Revista de Archivos, Bibliotecas y Museos
- Índice de los documentos que referentes al reinado de Isabel la Católica se custodian en el Archivo Municipal de Cáceres (Cáceres, 1904) (Revista de Extremadura, t. VII)
- El príncipe de los genealogistas españoles don Luis de Salazar y Castro (Madrid, 1910)
- Catálogo de los manuscritos existentes en la Biblioteca universitaria de Valencia, con prólogo de Rodríguez Martín (Valencia, 1914, 3 vols.)
- Producción dramática valenciana del siglo XIV: Antoni de Vilaragut. Les tragedies de Séneca. Examen comparativo de dos códices de las mismas precedido por un estudio bibliográfico (Valencia, 1914)
- Ensayo biobibliográfico de Tirant lo Blanch (Madrid, 1918).[2]

Obras manuscritas
- Tipografía vallisoletana (1900)
- Biobibliografía de los escritores de la provincia de Valladolid (1902)
- Catálogo razonado de las monedas acuñadas en el reino de Valencia desde los tiempos primitivos (Juegos florales de 1909)
- Biblioteca valenciana: estudio biobibliográfico de los escritores de la ciudad de Valencia anteriores al siglo XIX (2 vols., 1914)
- Catálogo de los impresos en lenguas catalanas existentes en la Biblioteca universitaria de Valencia (en preparación hacia 1919).[2]